# Cento cuori
Cento cuori è un film del 2023 scritto e diretto da Paolo Damosso.
La pellicola, con protagonista Silvia Budri, è una biografia romanzata della vita di madre Clelia Merloni (1861-1930), fondatrice dell'istituto delle suore apostole del Sacro Cuore di Gesù. Nel film gli attori principali interpretano un doppio ruolo, dato che la nascita della congregazione viene narrata in parallelo alle vicende di una professoressa che affronta nel presente una situazione difficile presso la scuola dell'istituto.

## Trama
La professoressa Giulia De Magistris, dopo essere stata nominata vicepreside nella scuola delle apostole del Sacro Cuore di Gesù dove insegna, riceve una visita presso la propria abitazione da parte dei Carabinieri, che trovano dei quadri rubati nel suo magazzino. Giulia viene indagata e perde il suo ruolo come insegnante, finché una sua collega e apparentemente la sua amica più cara, la professoressa Sandra Proietti, confessa di essere stata lei a mettere quei quadri, rubati da suo figlio, nel magazzino di Giulia e a fare la segnalazione ai Carabinieri, chiedendo infine perdono a Giulia, che può così riprendere il suo posto nella scuola.
Un secolo prima madre Clelia Merloni fondava e portava avanti tra gravi difficoltà, con l'ausilio di monsignor Giovanni Battista Scalabrini, l'istituto che ora include la scuola, ma veniva poi messa in disparte e indotta a rinunciare ai propri voti da madre Marcellina Viganò, inizialmente la sua consorella più cara, decisa in seguito a prendere il suo posto a capo della congregazione, finché la stessa Marcellina riaccoglie Clelia nell'istituto, le fa riprendere i voti e si riappacifica con lei.

## Produzione
L'idea del film è nata nel 2019 da un incontro fra il regista e sceneggiatore Paolo Damosso e la superiora generale delle apostole del Sacro Cuore di Gesù, per far conoscere la storia della fondatrice, Clelia Merloni, beatificata nel 2016.
La pellicola è stata girata nel 2022 ad Alessandria, in particolare presso il Vescovado, la Casa Madre delle suore e la via Gerolamo Savonarola, oltre che a Roma, nel corso di sei settimane, con alcune suore della congregazione che hanno recitato da comparse.

## Distribuzione
La pellicola è stata presentata in prima visione al Teatro Alessandrino il 3 giugno 2023 ed è stata trasmessa in prima televisiva su TV2000 il 10 luglio dello stesso anno.